# Eurytoma aurifrons
Eurytoma aurifrons is een vliesvleugelig insect uit de familie Eurytomidae. De wetenschappelijke naam is voor het eerst geldig gepubliceerd in 1884 door Cameron.